# Jacob (entreprise)
Pour les articles homonymes, voir Jacob (homonymie).

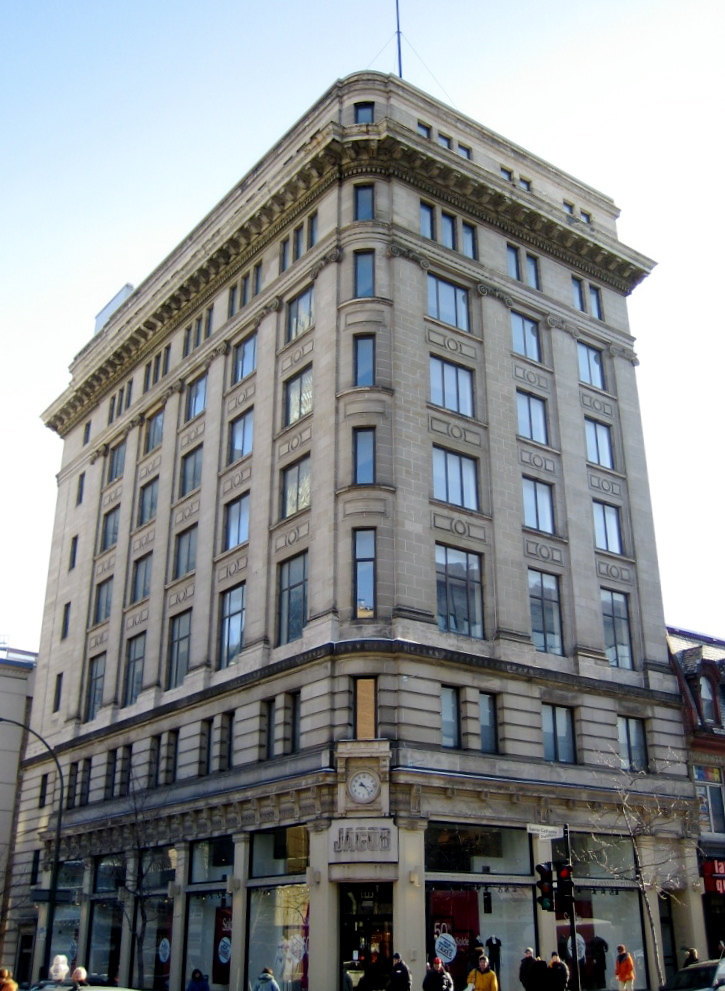
Magasin principal
Rue Sainte-Catherine, Montréal

Jacob est une chaîne de boutiques de vêtements dont le siège social est à Montréal.

## Historique
La première mercerie a été créée au début des années 1960 à Sorel par Jacob Basmaji, un Syrien immigré au Canada dans les années 1940. C'est en 1977 que son fils Joey fonde l'entreprise telle que connue aujourd'hui sous le nom de Jacob mercerie qui devient plus tard simplement Jacob.

## Mode

### Bannières
L'entreprise exploite les boutiques Jacob, Jacob Lingerie, Danz et Josef partout au Canada. Elle exploitait jusqu'en 2010 la bannière Jacob Connexion (75 succursales) qui offraient des vêtements mode contemporains et pour tous les jours, mais l'entreprise décida de regrouper les deux collections en une seule boutique. Dans des centres commerciaux qui exploitait toutes les bannières, on retrouve donc deux Jacob tandis que dans d'autres c'est une bannière qui n'est pas encore exploitée dans ce lieu comme Josef ou Jacob Lingerie qui occupait le jadis Jacob Connexion.